# 良山县
良山县（越南语：／）是越南和平省下辖的一个县。

## 地理
良山县东接河内市彰美县和美德县；北接河内市石室县和国威县；西接和平市；南接金杯县。

## 历史
1965年4月21日，山西省石室县安和社并入良山县进春社。
2019年12月17日，连山社部分区域划归居安社管辖，成立社、进山社和中山社并入连山社，高菻社、合和社和长山社合并为高山社，合洲社和新城社并入高阳社，合清社和隆山社合并为清山社，高胜社和清凉社合并为清高社。

## 行政区划
良山县下辖1市镇10社。
- 良山市镇（Thị trấn Lương Sơn）
- 高阳社（Xã Cao Dương）
- 高山社（Xã Cao Sơn）
- 居安社（Xã Cư Yên）
- 和山社（Xã Hòa Sơn）
- 林山社（Xã Lâm Sơn）
- 连山社（Xã Liên Sơn）
- 润泽社（Xã Nhuận Trạch）
- 新荣社（Xã Tân Vinh）
- 清高社（Xã Thanh Cao）
- 清山社（Xã Thanh Sơn）